# Canton du Tessin
Pour les articles homonymes, voir Tessin.
Le canton du Tessin (TI, en italien : Cantone Ticino), officiellement la république et canton du Tessin (Repubblica e Cantone Ticino), est l'un des 26 cantons de la Suisse. Son chef-lieu est Bellinzone. Il constitue la majeure partie de la Suisse italienne.

## Toponymie
Son nom vient de l'affluent homonyme du Pô dont l’étymologie du nom latin, Tīcīnus, est inconnue, mais serait probablement d’origine celtique. 
En lombard tessinois, langue traditionnelle du canton, le Tessin se nomme Tesin, Tisin ou Tasìn. 

## Géographie

### Généralités

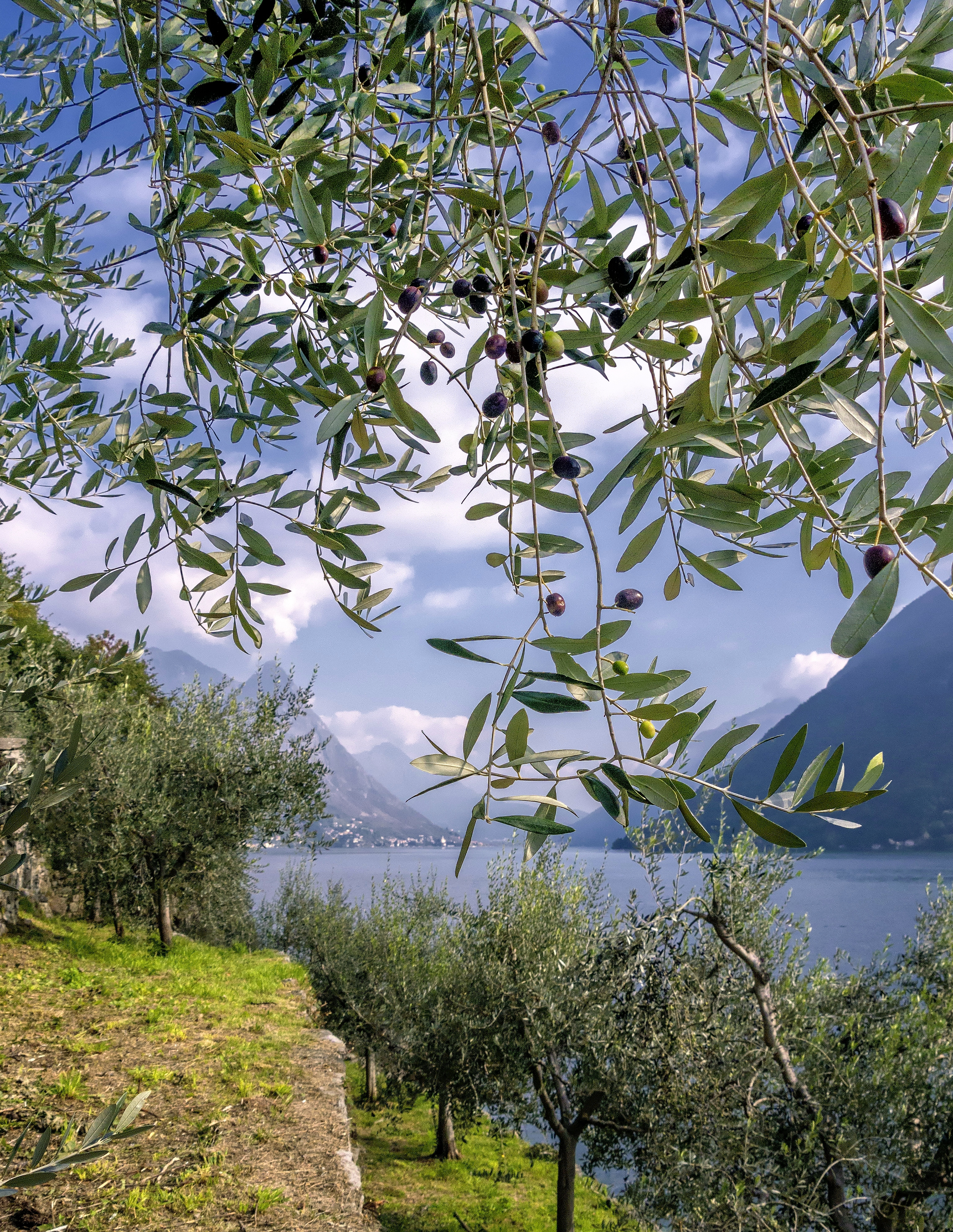
Oliveraie à Gandria.

Le Tessin est le seul canton de Suisse situé entièrement au sud de l'arc alpin (à l'exception de quelques kilomètres carrés au nord du col du Gothard, aux sources de la Reuss). Il côtoie au nord les cantons du Valais par le col du Nufenen, et d'Uri, dont il est séparé par le col du Saint-Gothard (San Gottardo en italien). Il partage sa limite nord-est avec les Grisons ; au sud et à l'ouest, il est frontalier avec la Lombardie et le Piémont. Le poste frontière de Chiasso, situé à l'extrémité méridionale du canton, ne se trouve qu'à 50 kilomètres environ du plus grand centre industriel italien : Milan.
Le Tessin fait presque entièrement partie du bassin du Pô et est donc sans accès naturel au plateau suisse. Particularité historique, la commune de Campione d'Italia, sur la rive orientale du lac de Lugano, demeure sous souveraineté italienne et constitue donc une enclave en territoire suisse.
Les villes importantes du Tessin sont Lugano, sur la rive septentrionale du lac homonyme (aussi appelé Ceresio), Locarno, au nord du lac Majeur, et Bellinzone, la capitale du canton.
Le Tessin culmine au Rheinwaldhorn et à l'Adula, tous deux à une altitude de 3 402 m, et son point le plus bas se trouve au bord du lac Majeur, à 193 m d'altitude ; ce point est également le plus bas de Suisse,. S'étendant sur 2 812,2 km2, le Tessin est le cinquième canton de Suisse en superficie.

### Climat
Le canton connaît un climat océanique, qui lui permet d'avoir des palmiers et de la végétation méditerranéenne. Parfois appelée la riviera, qui s'étend au bord du lac de Lugano, cette partie est dominée au nord par le Monte Brè, belvédère panoramique de la Suisse italienne.
| Données                         | Station              | jan. | fév. | mars | avril | mai  | juin | jui. | août | sep. | oct. | nov. | déc. | année |
| ------------------------------- | -------------------- | ---- | ---- | ---- | ----- | ---- | ---- | ---- | ---- | ---- | ---- | ---- | ---- | ----- |
| Températures moyennes max. (°C) | Stabio               | 7    | 8,8  | 13,5 | 16,4  | 20,9 | 25   | 27,5 | 26,7 | 22,1 | 16,9 | 11,1 | 7,3  | 16,9  |
| Températures moyennes max. (°C) | Lugano               | 6,6  | 8,5  | 13   | 15,8  | 20,2 | 24,2 | 26,9 | 26,1 | 21,7 | 16,7 | 11,3 | 7,4  | 16,5  |
| Températures moyennes max. (°C) | Magadino / Cadenazzo | 6,1  | 8,6  | 13,8 | 16,9  | 21,2 | 25,1 | 27,6 | 26,7 | 22,2 | 16,7 | 10,8 | 6,5  | 16,9  |
| Températures moyennes max. (°C) | Cimetta              | 1    | 0,7  | 3,2  | 5,8   | 10,5 | 14,2 | 16,6 | 16,2 | 12,4 | 8,7  | 4    | 1,7  | 7,9   |
| Températures moyennes min. (°C) | Stabio               | −3,8 | −3,2 | 0,4  | 4,2   | 9,2  | 12,6 | 14,8 | 14,5 | 10,9 | 6,9  | 1,4  | −2,6 | 5,4   |
| Températures moyennes min. (°C) | Lugano               | 0,8  | 1,6  | 4,9  | 7,9   | 12,1 | 15,4 | 17,8 | 17,4 | 13,9 | 10   | 5,1  | 1,7  | 9,1   |
| Températures moyennes min. (°C) | Magadino / Cadenazzo | −3,4 | −2,0 | 1,7  | 5,5   | 10,4 | 13,8 | 15,8 | 15,3 | 11,6 | 7    | 1,4  | −2,5 | 6,2   |
| Températures moyennes min. (°C) | Cimetta              | −3,7 | −4,2 | −2,0 | 0,4   | 4,8  | 8,4  | 10,9 | 10,8 | 7,6  | 4    | −0,5 | −3,0 | 2,8   |
| Précipitations (mm)             | Stabio               | 74   | 63   | 82   | 156   | 191  | 136  | 114  | 146  | 162  | 151  | 151  | 88   | 1 515 |
| Précipitations (mm)             | Lugano               | 66   | 52   | 80   | 156   | 196  | 164  | 153  | 158  | 185  | 142  | 127  | 80   | 1 559 |
| Précipitations (mm)             | Magadino / Cadenazzo | 70   | 59   | 91   | 188   | 227  | 186  | 164  | 178  | 220  | 186  | 173  | 89   | 1 832 |
| Précipitations (mm)             | Cimetta              | 48   | 42   | 68   | 137   | 194  | 182  | 159  | 185  | 209  | 173  | 122  | 63   | 1 583 |
| Ensoleillement (heures)         | Stabio               | 113  | 128  | 168  | 157   | 170  | 207  | 240  | 221  | 161  | 118  | 98   | 98   | 1 880 |
| Ensoleillement (heures)         | Lugano               | 125  | 138  | 186  | 171   | 186  | 222  | 255  | 240  | 187  | 140  | 110  | 108  | 2 067 |
| Ensoleillement (heures)         | Magadino / Cadenazzo | 112  | 142  | 190  | 179   | 190  | 228  | 260  | 244  | 189  | 146  | 101  | 82   | 2 063 |
| Ensoleillement (heures)         | Cimetta              | 152  | 155  | 188  | 167   | 170  | 206  | 236  | 216  | 168  | 148  | 130  | 135  | 2 072 |
| Source : MétéoSuisse.           |                      |      |      |      |       |      |      |      |      |      |      |      |      |       |

## Histoire

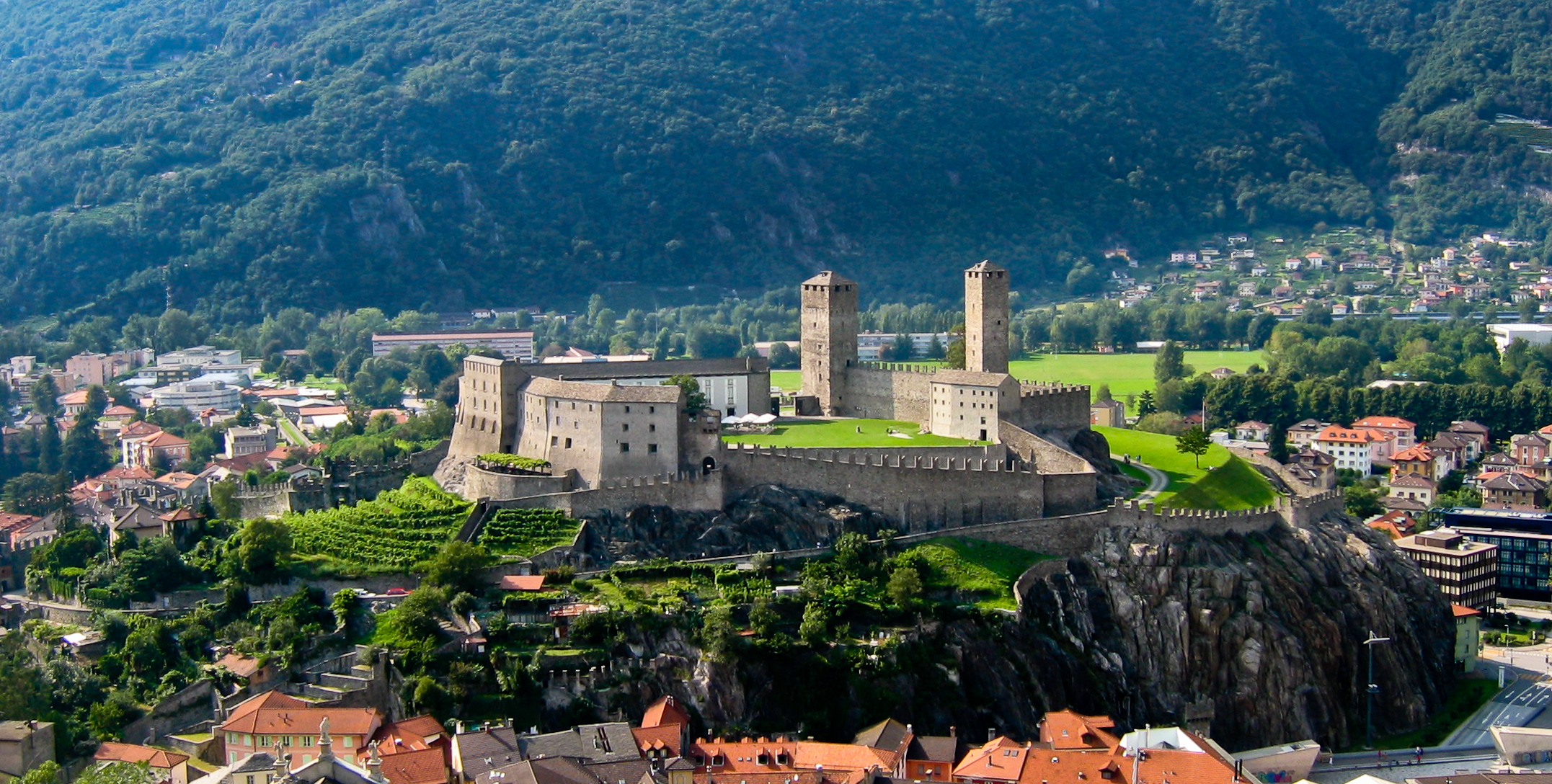
Le château Castelgrande à Bellinzone.

Durant l'Antiquité, le canton était peuplé par les Lépontiens, une peuplade indo-européenne probablement d'origine celtique. La zone ne fut annexée par Rome qu'assez tardivement.
Plus tard, Hannibal livre bataille dans la plaine du Tessin contre les Romains, c'est une de ses premières victoires contre Rome.
Durant le Moyen Âge, le territoire qui forme aujourd'hui le canton dépendait de Côme et du duché de Milan. Les guerres successives menées par le canton suisse d'Uri (1440, 1500), notamment la bataille de Giornico, puis bientôt par la totalité de la Confédération (1512) aboutirent à l'annexion de la région : la haute vallée du Tessin, depuis le massif du Saint-Gothard jusqu'à la ville de Biasca, fut rattachée au canton d'Uri, le reste du territoire étant placé sous gestion collective.
De 1512 à 1798, le territoire de l'actuel canton du Tessin :
- les quatre communs bailliages du val Maggia (en italien : Vallemaggia), de Locarno, de Lugano et de Mendrisio, propriété de Zurich, Berne, Lucerne, Uri, Schwytz, Unterwald, Glaris, Zoug, Fribourg, Soleure, Bâle et Schaffhouse ;
- les trois bailliages communs de Bellinzone (en italien : Bellinzona), Blenio (en italien : Blenio) et la Riviera (en italien : Riviera), propriété d'Uri, de Schwytz et de Nidwald ;
- le bailliage de la Léventine (en italien : Leventina), propriété d'Uri.

La Constitution de la République helvétique du 12 avril 1798 créa deux cantons :
- le canton de Bellinzone (en italien : Cantone di Bellinzona), « comprenant les quatre bailliages italiens supérieurs, savoir : le val Lépontin, Blenio, la Riviera et Bellinzone » ;
- le canton de Lugano (en italien : Canton di Lugano), « comprenant les quatre bailliages italiens inférieurs, savoir : Lugano, Mendrisio, Locarno et val Maggia ».

Le 19 février 1803, le canton du Tessin est créé par fusion des cantons, alors distincts, de Lugano et Bellinzone. Les trois villes principales (Lugano, Bellinzone et Locarno) se disputent alors le titre de capitale ; un décret de 1878 fixe définitivement les institutions à Bellinzone.
La première constitution tessinoise remonte à 1830, mais elle a été considérablement modernisée depuis.
Du 27 septembre au 5 octobre 1868, le canton du Tessin a subi d'importantes inondations dans plusieurs régions. Le lac Majeur atteint la cote de 199,98 mètres, la plus haute jamais mesurée, à sept mètres au-dessus de son niveau moyen actuel, tandis que le col du San Bernardino reçoit 1 118 millimètres de précipitations en huit jours, un autre record. Les cantons du Valais, Grisons, Uri et St-Gall, sont également touchés par ces intempéries. Précédemment, le mois de septembre pluvieux avait gorgé les sols d’eau, épuisant leur capacité à en stocker davantage, et fait monter le niveau des lacs et des rivières. Les crues, dues aux grandes quantités d’humidité transportées de la Méditerranée vers les Alpes entre fin septembre et début octobre ont provoqué cette catastrophe naturelle. Face au caractère exceptionnel de l’événement, l’Etat fédéral, né vingt ans plus tôt, décide d’intervenir. C’est la première fois que le Conseil fédéral prend l’initiative de gérer une catastrophe», alors qu'à l'époque, la protection contre les intempéries est une responsabilité des cantons,.

## Politique et administration

### Gouvernement
Le gouvernement du Tessin est régi par la constitution du 14 décembre 1997.
- Le pouvoir législatif appartient au Grand Conseil (Gran Consiglio), composé de 90 députés élus à la proportionnelle pour un mandat de quatre ans.
- Le pouvoir exécutif est exercé par le Conseil d'État (Consiglio di Stato), dont les cinq membres sont élus à la proportionnelle pour un mandat de quatre ans. Le président est choisi par rotation tous les ans.

### Organisation territoriale

#### Districts
- District de Bellinzone
- District de Blenio
- District de Léventine
- District de Locarno
- District de Lugano
- District de Mendrisio
- District de Riviera
- District de Vallemaggia

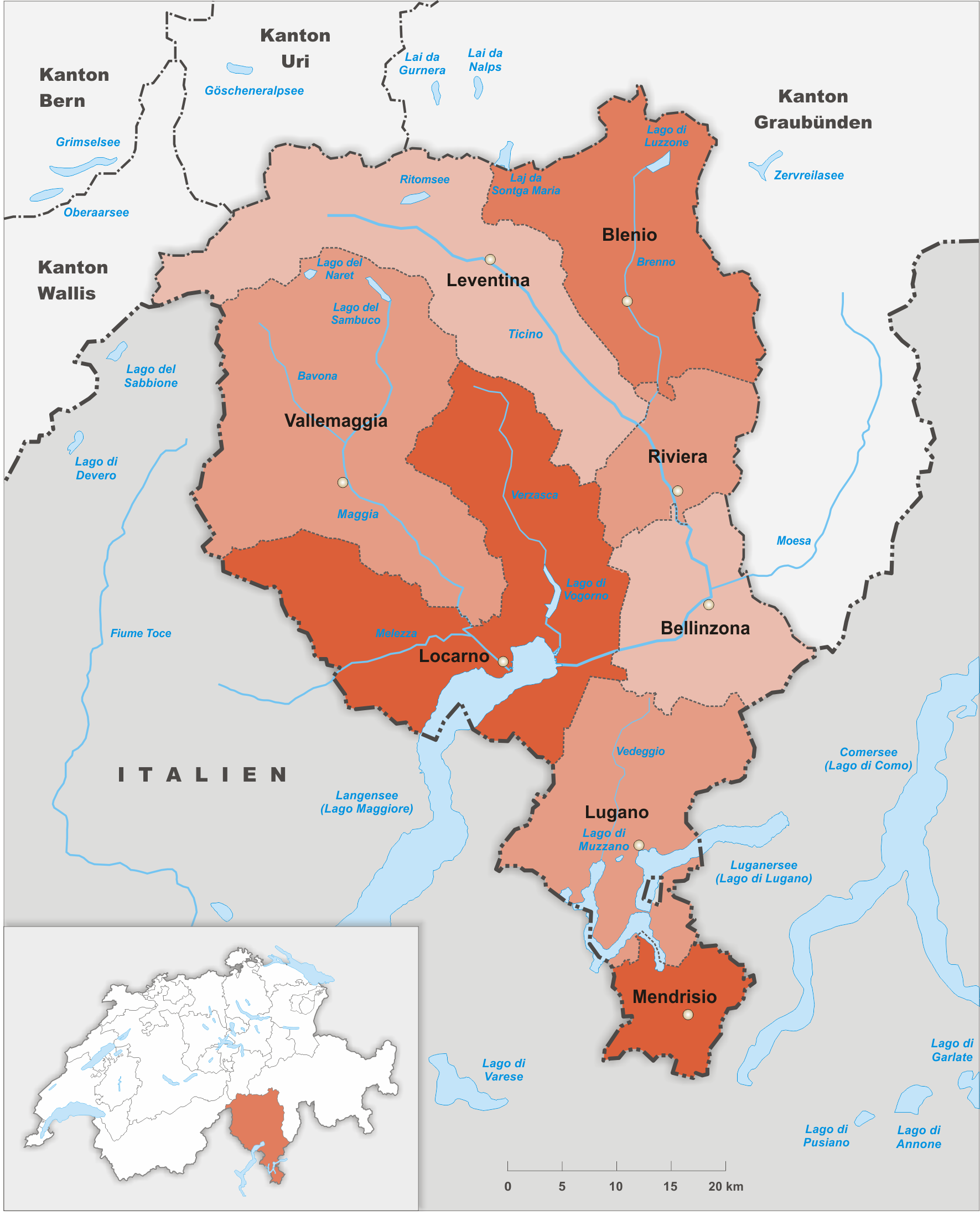
Carte du canton du Tessin présentant sa division en districts.

Chaque district est découpé en cercles, il y en a trente-huit en tout au Tessin.

#### Communes
- Liste des communes du canton du Tessin

### Sécurité
Les autorités cantonales gèrent une police cantonale dont le rôle est d'assurer la protection de la population. Outre les entités administratives, le service est composé de la gendarmerie et de la police judiciaire. L'ensemble est supervisé par un état-major.
Deux établissements pénitentiaires – le pénitencier de La Stampa et la prison La Farera – sont situés sur la commune de Lugano et sont opérés par le canton,. Les deux établissements peuvent accueillir 252 détenus – que ceux-ci soient des hommes, des femmes ou des mineurs – pour de la détention préventive, de l'exécution de peine, de traitement thérapeutique institutionnel ou de l'internement.

## Démographie

### Population
Au 31 décembre 2023, le canton du Tessin compte 357 720 habitants, soit 4,1 % de la population totale de la Suisse. Il est ainsi le huitième canton suisse le plus peuplé. La densité de population atteint 127 hab/km2, inférieure à la moyenne nationale.
Le graphique qui aurait dû être présenté ici ne peut pas être affiché car il utilise l'ancienne extension Graph, désactivée pour des questions de sécurité. Des indications pour créer un nouveau graphique avec la nouvelle extension Chart sont disponibles ici.

### Religion
Les trois quarts des habitants du canton revendiquent l'appartenance au catholicisme.
Le tableau suivant détaille la population du canton suivant la religion, en 2000 :
| Religion                       | Population | %      |
| ------------------------------ | ---------- | ------ |
| Catholiques romains            | +233 023,  | +075,9 |
| Protestants                    | +21 121,   | +006,9 |
| Chrétiens-orthodoxes           | +07 236,   | +002,4 |
| Communautés islamiques         | +05 747,   | +001,9 |
| Catholiques chrétiens          | +00562,    | +000,2 |
| Communauté de confession juive | +00383,    | +000,1 |
| Aucune appartenance            | +23 032,   | +007,5 |
| Autres                         | +15 742,   | +005,1 |
| Total                          | +306 846,  | +100,  |

Note : les intitulés des religions sont ceux donnés par l'Office fédéral de la statistique ; les protestants comprennent les communautés néo-apostoliques et les témoins de Jéhovah ; la catégorie « Autres » inclut les personnes ne se prononçant pas.

## Économie
Trois des plus grandes raffineries d'or du monde sont basées au Tessin, dont la raffinerie de Pamp à Castel San Pietro, le principal fabricant de lingots d'or. Lugano est le troisième centre financier de Suisse après Zurich et Genève. La capitale du canton, Bellinzone, abrite un site important et un site industriel des Chemins de fer fédéraux suisses, ainsi que le Tribunal pénal fédéral. Manno est devenu un centre de services important, le siège du Centre national suisse de supercalculateurs depuis 1992.
De nombreuses vallées du canton, en particulier les hautes vallées de la Vallemaggia, ont été exploitées intensivement depuis les années 1960 pour la production d'énergie hydroélectrique, comme dans la région du glacier du Basodino. L'électricité produite est soit utilisée directement dans le canton, soit exportée. Dans les régions du nord, cependant, l'élevage, l'agriculture de montagne et l'industrie du granit subsistent également. La production de vin — dont la qualité s'est considérablement améliorée au cours des dernières décennies — est importante pour le canton, même si pour l'instant elle est principalement destinée au marché intérieur. Le vigneron Vinattieri Ticinesi, qui produit du merlot, est le plus important de Suisse.
Le canton du Tessin, en particulier dans les zones rurales, est relativement fortement dépendant du tourisme, avec 12 % de la main-d'œuvre travaillant dans ce secteur en 2012. En 2017, 1 802 restaurants et 425 hôtels étaient en activité dans le canton au sud des Alpes. Le lac Majeur, le lac de Lugano, les villes de Bellinzone, Locarno, Ascona et Lugano sont parmi les centres touristiques les plus importants.
En ce qui concerne le secteur secondaire, il existe une industrie légère dans le canton du Tessin, principalement concentrée dans les zones entourant les trois villes principales : Lugano, Locarno et Bellinzone. Le Mendrisiotto, grâce à sa proximité avec l'Italie, a développé ces dernières années une vocation à attirer des centres logistiques pour le tri des marchandises en partance pour les marchés du nord, ainsi qu'un secteur manufacturier fort. Sur le plan de Magadino et dans la région au nord de Lugano, il y a également plusieurs entreprises innovantes.
Le barrage de Verzasca, connu pour la scène d'ouverture du film GoldenEye de 1995, est populaire auprès des sauteurs à l'élastique. Swissminiatur à Melide est un parc de miniatures qui présente des modèles réduits de plus de 120 attractions suisses. Les îles de Brissago, sur le lac Majeur, sont les seules îles suisses au sud des Alpes et abritent des jardins botaniques avec 1 600 espèces de plantes différentes provenant des cinq continents.
Foxtown, un centre commercial de 160 magasins et 250 marques, ouvert sept jours sur sept et situé au nord de Mendrisio, attire les touristes de shopping de près et de loin.
La région attire des entreprises multinationales, en particulier dans le secteur de la mode, en raison de sa proximité avec Milan. Hugo Boss, Gucci, VF Corporation et d'autres marques populaires y sont implantées. Le secteur international de la mode étant devenu un employeur important pour les Suisses et les Italiens, la région a également été baptisée Fashion Valley (« vallée de la mode »).
De nombreuses entreprises italiennes se délocalisent au Tessin, de manière temporaire ou permanente, à la recherche d'une réduction des impôts et d'une bureaucratie efficace. Les Frontalieri, travailleurs frontaliers vivant en Italie (principalement dans les provinces de Varèse et de Côme) mais travaillant régulièrement au Tessin, constituent une grande partie (plus de 20 %) de la main-d'œuvre.

## Culture locale

### Emblèmes
Le canton du Tessin a pour emblèmes un drapeau et un blason. Les armoiries du Tessin se blasonnent : Coupé de gueules et d’azur.

### Langues
La langue officielle du canton est l'italien. Le Tessin est le seul canton où l'italien est l'unique langue officielle (l'italien est langue co-officielle dans les Grisons avec l'allemand et le romanche).
L'italien est parlé au quotidien par 86 % des habitants du Tessin, tandis que 8 % utilisent l'allemand comme langue d'usage. Le tessinois est un dialecte de la langue lombarde composé de plusieurs branches qui varient selon les districts et plus fortement encore selon les vallées. Ce dialecte est utilisé essentiellement dans la vie sociale locale. En 2022, 58,6 % de la population du canton parlait fréquemment le tessinois. 
Parallèlement, l'italien était jusque dans les années 1950 la langue des occasions formelles, apprise principalement à l'école et dans les livres. Avec l'arrivée massive de travailleurs italiens dans les années 1950-1970, l'augmentation du niveau de scolarisation et surtout grâce à la télévision, son usage s'est répandu. Dans les villes, les jeunes parlent davantage ou exclusivement italien, tandis que dans les villages ou dans les vallées, les dialectes restent plus présents. Les Tessinois dialectophones, dans leur parler quotidien, comme les Suisses alémaniques mélangent langue de base et dialecte, notamment dans la syntaxe et les interjections.
Le tableau suivant détaille la langue principale des habitants du canton en 2000 et en 2019 :
| Langue                             | Locuteurs (2000) | % (2000) | Locuteurs (2019) | % (2019) |
| ---------------------------------- | ---------------- | -------- | ---------------- | -------- |
| Italien                            | +254 997,        | +083,1   |                  | 88,6     |
| Allemand                           | +25 579,         | +008,3   |                  | 10,2     |
| Langues slaves de l'ex-Yougoslavie | +05 879,         | +001,9   |                  |          |
| Français                           | +05 024,         | +001,6   |                  | 4,7      |
| Portugais                          | +03 474,         | +001,1   |                  |          |
| Espagnol                           | +03 099,         | +001,    |                  |          |
| Albanais                           | +01 703,         | +000,6   |                  |          |
| Turc                               | +00875,          | +000,3   |                  |          |
| Romanche                           | +00384,          | +000,1   |                  |          |
| Autres                             | +05 832,         | +001,9   |                  |          |
| Total                              | +306 846,        | +100,    |                  |          |